# 利富
利富（法語：Lifou，發音：[lifu]）是法国海外特殊集体新喀里多尼亞洛亚蒂群岛省的市镇，也是该省省会，领土涵盖同名海岛，面积1,207.1平方千米，2019人口为9,195人。

## 地理
利富（20°54'0"S, 167°16'0"E）面积1,207.1平方千米，位于法国海外特殊集体新喀里多尼亞。
由于利富领土为海洋中的一岛屿（外加几座小岛），故不与任何市镇接壤。
利富的时区为UTC+11:00。

## 行政
利富的邮政编码为98820、98884、98885，INSEE市镇编码为98814。

## 政治
利富的现任市长为内科·内珀纳（Néko Hnepeune）先生，任期为2023-2026年。

## 人口
利富于2019时的人口数量为9195人。